# Večernjakova ruža 2022.
Večernjakova ruža 2022. je 29. dodjela medijske nagrade Večernjakova ruža u Hrvatskoj, koja se dodjeljivala za medijski rad u prethodnoj, 2022. godini. Dodjela je održana 24. ožujka 2023. u zagrebačkom Hrvatskon narodnom kazalištu, a prikazana je na prvom programu Hrvatske radiotelevizije.
Nagradu Večernjakova ruža dodjeljuju hrvatske dnevne novine Večernji list.
Voditelji su bili Daniela Trbović i Barbara Kolar.
Ovogodišnje kategorije bile su: TV osoba godine, radijska osoba godine, glumačko ostvarenje godine, TV emisija godine, radijska emisija godine, glazbenik godine, novo lice godine te nova kategorija digitalna ruža godine.

## Proces
Prijedlog nominacija zaprimao se prema javnom pozivu do kraja 2022. godine od strane svih TV i diskografskih kuća te radijskim postajama za nominiranje svojih djelatnika/emisija. Javni poziv objavljen je 1. prosinca 2022. godine, a odluka o nominiranima članovi žirija donose i objavljuju najkasnije do 18. siječnja 2023. godine, dok su dobitnici bili proglašeni u ožujku 2023. godine.

### Žiri
- Miroslav Lilić, Ksenija Urličić - televizijska lice
- Ivica Propadalo - glazbenik i slikar
- Nikša Bratoš - producent
- Vojo Šiljak - radijsko lice
- Dalibor Matanić - redatelj
- Bojana Radović, Goran Gerovac, Anamarija Kronast, Maja Car, Ivana Carević, Mirjanom Žižić - predstavnici Večernjeg lista

## Nagrade
Dodjeljuje se ukupno osam nagrada, od čega u svakoj kategoriji po jedna za ostvarenja u medijskom prostoru od siječnja do prosinca 2022. godine.
- TV osoba godine
- Radijska osoba godine
- Glumačko ostvarenje godine
- Glazbenik godine
- TV emisija godine
- Radijska emisija godine
- Novo lice godine
- Digitalna ruža godine.

## Nominirani i dobitnici
Večernjakove ruže ove godine dijelile su se u 8 kategorija.

### TV osoba godine
| Nominirani              | Televizijski kanal |
| ----------------------- | ------------------ |
| Zrinka Grancarić        | HRT                |
| Sabina Tandara Knezović | Nova TV            |
| Robert Knjaz            | HRT                |
| Mojmira Pastorčić       | RTL                |
| Marko Šapit             | HRT                |

### Radijska osoba godine
| Nominirani                | Radio stanica      |
| ------------------------- | ------------------ |
| Iva Pavletić Crnić        | HRT – Radio Rijeka |
| Mario Lipovšek Battifiaca | Radio Istra        |
| Ivana Mišerić             | Otvoreni radio     |
| Edina Pršić               | Laganini FM        |
| Ana Lacković Varga        | HRT - Radio Sljeme |

### Glumačko ostvarenje godine
| Nominirani       | Film/TV serija       |
| ---------------- | -------------------- |
| Rene Bitorajac   | Područje bez signala |
| Ljubica Jović    | Metropolitanci       |
| Ljubomir Kerekeš | Marginalci           |
| Sandra Lončarić  | Šutnja               |
| Goran Marković   | Sigurno mjesto       |

### Glazbenik godine
| Nominirani   |
| ------------ |
| Nina Badrić  |
| Matija Cvek  |
| Dalmatino    |
| Dino Jelusić |
| Jelena Rozga |

### TV emisija godine
| Nominirani      | TV emisija |
| --------------- | ---------- |
| Dnevnik Nove TV | Nova TV    |
| Qatara          | HRT        |
| Potjera         | HRT        |
| RTL Danas       | RTL        |
| Šutnja          | HRT        |

### Radijska emisija godine
| Nominirani                     | Radio stanica      |
| ------------------------------ | ------------------ |
| Katedra za plastičnu kirurgiju | Yammat FM          |
| Metafora                       | HRT - HR1          |
| Purgeraj                       | HRT - Radio Sljeme |
| Povijest četvrtkom             | HRT - HR1          |
| Žena zmaj                      | Laganini FM        |

### Novo lice godine
| Nominirani      | Razlog                                                           |
| --------------- | ---------------------------------------------------------------- |
| Lucija Judnić   | prilozi u kojima se javljala s navijačkih punktova tijekom 2022. |
| Hiljson Mandela | novi album "Mandela Effect"                                      |
| Mirna Mihelčić  | uloga Matija Macan u televizijskoj seriji "Kumovi"               |
| Marko Percan    | pratio izbjegličku krizu Ukrajine u Poljskoj                     |
| Fran Vasilić    | tijekom 2022. godine održao niz koncerata diljem Europe          |

### Digitalna ruža godine
| Nominirani            |
| --------------------- |
| Natko Beck            |
| Surove Strasti        |
| Tena Sakar Vukić      |
| Outsiders             |
| Luka "Perkz" Perković |

## Vanjske poveznice
- Službena stranica na večernji.hr